# Curt Siodmak
Curt Siodmak (* 10. August 1902 in Dresden als Kurt Siodmak; † 2. September 2000 in Three Rivers, Kalifornien) war ein deutsch-amerikanischer Drehbuchautor, Filmregisseur und Autor von Science-Fiction-Romanen.

## Leben
Siodmaks jüdische Eltern waren der Kaufmann Ignatz Siodmak und dessen Ehefrau Rosa Philippine, geborene Blum. Ignatz Siodmak stammte ursprünglich aus Schlesien, war nach Amerika ausgewandert und hatte sich dann als US-amerikanischer Staatsbürger 1899 in Deutschland niedergelassen, wo er heiratete. 1900 wurde hier auch Curt Siodmaks älterer Bruder Robert geboren.
Kurt studierte zunächst bis 1930 in Dresden, Berlin, Stuttgart und Zürich Physik, Mathematik (Promotion 1927, Magister-Prüfung 1930 in Zürich) und Ingenieurwissenschaften. Nebenbei schrieb er – oft unter dem Pseudonym „Curt Baron“ – phantastische Romane wie beispielsweise Helene droht zu platzen. Schon 1926, damals auch noch journalistisch tätig, hatte er Kontakte zur Filmszene; er interessierte sich für die Entstehung von Fritz Langs Metropolis, bei dem er – wie seine spätere Frau – als Statist mitwirkte. 1928 wandte er sich ganz dem Film zu. Menschen am Sonntag, der erste größere Erfolg seines Bruders, geht auf eine Idee Curt Siodmaks zurück. Das Script stammte von Billy Wilder und Fred Zinnemann. 1930 thematisierte er mit Der Schuss im Tonfilmatelier mit Gerda Maurus und Harry Frank die eben aufkommende neue Technologie des Tonfilms. Der Mann, der seinen Mörder sucht mit Heinz Rühmann (1931) und Die unsichtbare Front mit Trude von Molo (1932) gehören ebenfalls in diesen Zeitabschnitt.
In der Schweiz lernte Siodmak die Architektin Baronesse Henrietta Erna de Perrot (1903–2001) kennen, die er 1931 heiratete. 1932 wurde sein Science-Fiction-Roman F.P.1 antwortet nicht mit Hans Albers, Peter Lorre und Sybille Schmitz verfilmt. Ein Jahr später floh er, aufgeschreckt durch Goebbels’ Rede über die Zukunft des deutschen Films, zunächst in die Schweiz – die ihn aufzunehmen jedoch nicht bereit war – und weiter über Frankreich, wo er wegen mangelnder Sprachkenntnisse nicht Fuß fassen konnte, nach Großbritannien, wo er das Drehbuch für den Film The Tunnel (nach dem gleichnamigen Roman von Bernhard Kellermann) schrieb. 1933 kam in England sein Sohn Geoffrey Curt zur Welt.
Mittlerweile hatten die Nationalsozialisten in Deutschland seinen gesamten Besitz konfisziert. Da Großbritannien nicht bereit war, ihn dauerhaft aufzunehmen, pendelte Siodmak zunächst einige Tage auf der Fähre Frankreich–England, lebte einige Zeit auch in Belgien. Mehrere Drehbücher, die er in dieser Zeit – unter anderem für Alfred Hitchcock – schrieb, wurden nie verfilmt.
1937 wanderte er in die USA aus und schuf sich dort eine Existenz zunächst bei Paramount, dann bei der Universal Film Manufacturing Company. Als Science-Fiction- und Horrorspezialist schuf er Filmklassiker wie The Invisible Man Returns, The Invisible Woman oder den Werwolfklassiker The Wolf Man (Der Wolfsmensch) (1941). Weitere Horrorfilme, für die Siodmak das Drehbuch schrieb, sind Son of Dracula (Draculas Sohn) (1943), bei dem sein Bruder Robert Regie führte, und The Beast With Five Fingers (Die Bestie mit den fünf Fingern) (1946).
Sein Roman Donovans Hirn von 1942 wurde mehrfach verfilmt (u. a. 1953) und von Orson Welles auch für den Rundfunk adaptiert.
Inzwischen US-amerikanischer Staatsbürger, ließ sich Siodmak zum Geheimagenten ausbilden und verfasste Flugblätter gegen das nationalsozialistische Deutsche Reich.
Erstmals Regie führte Siodmak, nachdem sein Bruder Robert, mit dem er dies so abgesprochen hatte, 1951 nach Europa zurückgekehrt war. Seinen letzten Film, Ski Fever (Liebesspiel im Schnee), drehte er 1966 mit Vivi Bach, Dietmar Schönherr und Toni Sailer in der Tschechoslowakei.
Seit 1957 lebte Siodmak mit seiner Frau auf seiner Farm in Three Rivers in Kalifornien. In seinen letzten Lebensjahrzehnten beschäftigte er sich vor allem mit seiner Autobiographie, mehreren Romanen und Musicals. Gelegentlich hielt er Vorträge an der kalifornischen Stanford University.
Er war Ehrenmitglied des Verbandes Deutscher Drehbuchautoren.
Curt Siodmak starb im Alter von 98 Jahren auf seiner Ranch an Krebs. Er hinterließ seine Ehefrau Henrietta, seinen Sohn und zwei Enkelkinder.

## Bibliografie
Romane
- Die Eier vom Tanganjika See. 1926.
- Helene droht zu platzen. 1929.
- Der Schuß im Tonfilmatelier. 1930.
- F. P. 1 antwortet nicht. 1. Auflage. Ernst Keils Nachfolger, Berlin 1931.[2]
- Stadt hinter Nebeln. 1931.
- Rache im Äther. 1932.
- Die Madonna aus der Markusstraße. 1932.
- Bis ans Ende der Welt. 1933.
- Die Macht im Dunkeln. 1937.
- Black Friday. 1939.
- Donovan’s Brain. 1942.
  - Deutsch: Der Zauberlehrling. Übersetzt von Mary Brand. Nest, Nürnberg 1951, DNB 454723903. Neuausgabe als: Donovans Gehirn. Heyne (= Allgemeine Reihe #66), München 1960, DNB 454723911.
- The Beast with Five Fingers. 1945.
- Whomsoever I Shall Kiss. 1952.
- Riders to the Stars. 1954.
  - Deutsch: Der Weg zu den Sternen. Übersetzt von Walter Ernsting. Pabel (= Utopia-Großband #25), Rastatt 1955, DNB 455195943.
- Skyport. 1959.
  - Deutsch: Hotel im Weltraum. Übersetzt von Maria von Schweinitz. Heyne (= Allgemeine Reihe #149), München 1962, DNB 454723938.
- For Kings Only. 1964.
- Hauser’s Memory. 1968.
  - Deutsch: Hausers Gedächtnis. Übersetzt von Yoma Cap. Heyne (= Heyne SF&F #3413), München 1974, ISBN 3-453-30303-2.
- The Third Ear. 1971.
  - Deutsch: Das dritte Ohr. Übersetzt von Johannes Piron. Fischer Taschenbuch (= Fischer Orbit #27), Frankfurt a. M. 1973, ISBN 3-436-01740-X.
- City in the Sky. 1974.
  - Deutsch: Die Stadt im All. Übersetzt von Yoma Cap. Heyne (= Heyne SF&F #3506), München 1976, ISBN 3-453-30396-2.
- Frankenstein Meets Wolfman. 1981.
- I, Gabriel. 1986.
  - Deutsch: Ich, Gabriel. Übersetzt von Walter Brumm. Heyne (= Heyne SF&F #4290), München 1986, ISBN 3-453-31298-8.
- The Witches of Paris.
  - Deutsch: Die Hexen von Paris. Übersetzt von Kollektiv Druck-Reif. Goldmann (= Goldmann-Taschenbuch #9475), München 1991, ISBN 978-3-442-09475-2.
- Gabriel’s Body. 1992.

Autobiografie
- Even a Man Who Is Pure in Heart. The Life of a Writer, Not Always to His Liking. 1997.
- Wolf Man’s Maker. 1995 und 1997.
  - Deutsch: Unter Wolfsmenschen. 2 Bände. Übersetzt von Wolfgang Schlüter. Weidle, Bonn 2001, ISBN 3-931135-16-0 (Band 1); ISBN 3-931135-27-6 (Band 2).

## Filmografie
Literarische Vorlage
- 1930: Menschen am Sonntag – auch Co-Regie
- 1940: Die unsichtbare Frau (The Invisible Woman)
- 1946: Flucht von der Teufelsinsel (The Return of Monte Cristo)
- 1948: Berlin-Express
- 1953: Donovans Hirn (Donovan’s Brain)
- 1962: Ein Toter sucht seinen Mörder (The Brain)
- 1970: Ständig in Angst (Hauser’s Memory)

Drehbuch
- 1931: Der Mann, der seinen Mörder sucht
- 1931: Der Ball
- 1932: F.P.1 antwortet nicht
- 1932: Die unsichtbare Front
- 1934: Die Krise ist vorbei (La Crise est finie!)
- 1940: Der Unsichtbare kehrt zurück (The Invisible Man Returns)
- 1940: Schwarzer Freitag (Black Friday)
- 1941: Der Wolfsmensch (The Wolf Man)
- 1942: Der unsichtbare Agent (The Invisible Agent)
- 1943: Draculas Sohn (Son of Dracula)
- 1943: Frankenstein trifft den Wolfsmenschen (Frankenstein Meets the Wolf Man)
- 1943: Ich folgte einem Zombie (I Walked with a Zombie)
- 1944: The Climax
- 1944: Frankensteins Haus (House of Frankenstein)
- 1946: Die Bestie mit den fünf Fingern (The Beast with Five Fingers)
- 1949: Tarzan und das blaue Tal (Tarzan’s Magic Fountain)
- 1950: Ein Seemann ist kein Schneemann (Swiss Tour)
- 1951: Die Braut des Gorilla (Bride of the Gorilla) – auch Regie
- 1954: R 3 überfällig (Riders to the Star)
- 1956: Curucu, die Bestie vom Amazonas (Curucu, Beast of the Amazone) – auch Regie
- 1962: Das Feuerschiff
- 1962: Sherlock Holmes und das Halsband des Todes
- 1966: Liebesspiel im Schnee – auch Regie